# Локтионово
Локтио́ново — деревня в Фатежском районе Курской области. Входит в состав Верхнелюбажского сельсовета.

## География
Расположена на северо-западе района, в 21 км к северо-западу от Фатежа на левом берегу реки Свапы у границы с Троснянским районом Орловской области, в том месте где своё начало берёт  Михайловское водохранилище. Высота над уровнем моря — 161 м. Ближайшие населённые пункты — деревня Лесновка и посёлок Троицкий.
Климат
Локтионово, как и весь район, расположено в поясе умеренно континентального климата с тёплым летом и относительно тёплой зимой (Dfb в классификации Кёппена).
Часовой пояс
Деревня Локтионово, как и вся Курская область, находится в часовой зоне МСК (московское время). Смещение применяемого времени относительно UTC составляет +3:00.

## История
Деревня Локтионово упоминается в Отказных книгах Усожского стана Курского уезда с 1642 года.
Деревня получила название по фамилии первозаимщиков — однодворцев Локтионовых, которые прибыли сюда с севера, из Орловского уезда. Впоследствии, некоторые из местных Локтионовых выслужились до дворян. Также одними из первых жителей деревни были однодворцы Артёмовы, Гвоздевы и Игины. Население Локтионова было приписано к приходу храма Георгия Победоносца соседнего села Игино.
В 1779 году деревня вошла в состав новообразованного Фатежского уезда Курского наместничества (с 1797 года — губернии). До генерального межевания 1780-х годов жители Локтионова захватили и распахали земли, принадлежавшие крестьянам селения Любаж. В 1796 году по
решению Сената 513 десятин земли было отрезано от деревни Локтионово и передано деревне Любаж, однако судебные тяжбы по этому делу не утихали до 1820-х годов.
В XIX веке часть населения деревни были владельческими крестьянами (принадлежали помещикам), часть — казёнными (принадлежали государству). К моменту отмены крепостного права в 1861 году крестьянами Локтионова владели: штабс-капитан Владимир Анахин (8 душ), коллежский регистратор Александр Анохин (3 души), Пелагея Локтионова (2 души), Мария Локтионова (19 душ). В то время деревня входила в состав Игинской волости Фатежского уезда. В 1862 году в Локтионово было 63 двора, проживало 947 человек (460 мужского пола и 487 женского). В 1877 году в деревне было уже 116 дворов, проживало 806 человек, действовал овчинный завод. По данным земской переписи 1883 года здесь числилось 56 дворов Локтионовых, 21 двор Артёмовых, 18 дворов Гвоздевых, 17 дворов Игиных, 6 дворов Чоглоковых. В конце XIX века Локтионово вошло в состав Нижнереутской волости. В 1898 году в деревне была открыта земская школа.
В 1920-е годы Локтионово вошло в состав Игинского сельсовета Фатежского, затем Верхнелюбажского (1935—1963) районов. В 1937 году в деревне было 203 двора. Во время Великой Отечественной войны, с октября 1941 года по февраль 1943 года находилась в зоне немецко-фашистской оккупации. В 1963 году деревня была передана в Ясенецкий сельсовет. В 1981 году в Локтионово проживало около 230 человек, действовала молочно-товарная ферма. В 1989 году деревня была возвращена в состав восстановленного Игинского сельсовета, в котором находилась до момента его упразднения в 2010 году.

## Население
| 1979 | 2002 | 2010 |
| ---- | ---- | ---- |
| 235  | ↘78  | ↘46  |

В 1900 году в деревне проживало 1052 человека (512 мужского пола и 540 женского).

## Известные люди
- Локтионов, Матвей Петрович — участник Отечественной войны 1812 года. Потомственный дворянин деревни Локтионово, поручик Елизаветградского гусарского полка. В битве у крепости Торгау взял в плен французскую колонну во главе со штабс-офицерами, за что был награждён орденом Святой Анны 4 степени (24 августа 1813 года).

## Инфраструктура
Личное подсобное хозяйство. В деревне 59 домов.

## Транспорт
Локтионово находится в 7,5 км от автодороги федерального значения М2 «Крым» как часть европейского маршрута E 105, в 84 км от автодороги М3 «Украина» как часть европейского маршрута E 101, в 20,5 км от автодороги А142 (Тросна — М-3 «Украина») как часть европейского маршрута E 93, в 8 км от автодороги регионального значения 38К-002 (Верхний Любаж — Поныри), в 16 км от автодороги 38К-038 (Фатеж — Дмитриев), в 19,5 км от автодороги 38К-035 (А-142 — Михайловка — Линец/38К-038), в 2 км от автодороги 38К-011 (М-2 «Крым» — Игино — Троицкое — 38К-035), в 9 км от автодороги межмуниципального значения 38Н-675 (38К-038 – Нижний Реут – Путчино), в 18,5 км от ближайшего ж/д остановочного пункта 34 км (линия Арбузово — Лужки-Орловские).
В 187 км от аэропорта имени В. Г. Шухова (недалеко от Белгорода).